# Gebanganom Wetan
Gebanganom Wetan is een bestuurslaag in het regentschap Kendal van de provincie Midden-Java, Indonesië. Gebanganom Wetan telt 1303 inwoners (volkstelling 2010).